# 55. pehotni polk (Avstro-Ogrska)
Za druge 55. polke glejte 55. polk.
55. pehotni polk (izvirno nemško Infanterie-Regiment Nr. 55; dobesedno slovensko: Pehotni polk št. 55) je bil pehotni polk k.u.k. Heera.

## Poimenovanje
- Galizisches Infanterie Regiment »Nikolaus I. König von Montenegro« Nr. 55
- Infanterie Regiment Nr. 55 (1915 - 1918)

## Zgodovina
Polk je bil ustanovljen leta 1799. 

### Prva svetovna vojna
Polkovna narodnostna sestava leta 1914 je bila sledeča: 59% Rutencev, 26% Poljakov in 15% drugih. Naborni okraj polka je bil v Brzezanyju, pri čemer so bile polkovne enote garnizirane sledeče: Lemberg (štab, II. in IV. bataljon), Brzezany (I. bataljon) in Mosty wielkie (III. bataljon).
Med prvo svetovno vojno se je polk bojeval tudi na soški fronti.
V sklopu t. i. Conradovih reform leta 1918 (od junija naprej) je bilo znižano število polkovnih bataljonov na 3.

## Organizacija
1918 (po reformi)
- 1. bataljon
- 2. bataljon
- 4. bataljon

## Poveljniki polka
- 1859: Hieronymus von Oldofredi[8]
- 1865: Hieronymus von Oldofredi[9]
- 1879: Wilhelm Gruhl[10]
- 1908: Karl Brożsek[11]
- 1914: Karl Steiger[2]